# Ancistrocerus kisangani
Ancistrocerus kisangani är en stekelart som beskrevs av Joseph Charles Bequaert.
Ancistrocerus kisangani ingår i släktet murargetingar och familjen Eumenidae. Inga underarter finns listade i Catalogue of Life.